# Tích trực tiếp của hai nhóm
Trong toán học, đặc biệt là lý thuyết nhóm, tích trực tiếp là một nhóm mới được xây dựng từ hai nhóm {\displaystyle G} và {\displaystyle H} cho trước. Nếu các nhóm {\displaystyle G} và {\displaystyle H} là các nhóm giao hoán, tích trực tiếp cũng được gọi là tổng trực tiếp.

## Định nghĩa
Tích trực tiếp {\displaystyle G\times H} là tập hợp các cặp {\displaystyle (a,b)} với {\displaystyle a\in G} và {\displaystyle b\in H}, cùng với phép toán hai ngôi cho bởi {\displaystyle (a,b)(c,d)=(ac,bd)}.